# Elemento de vaso

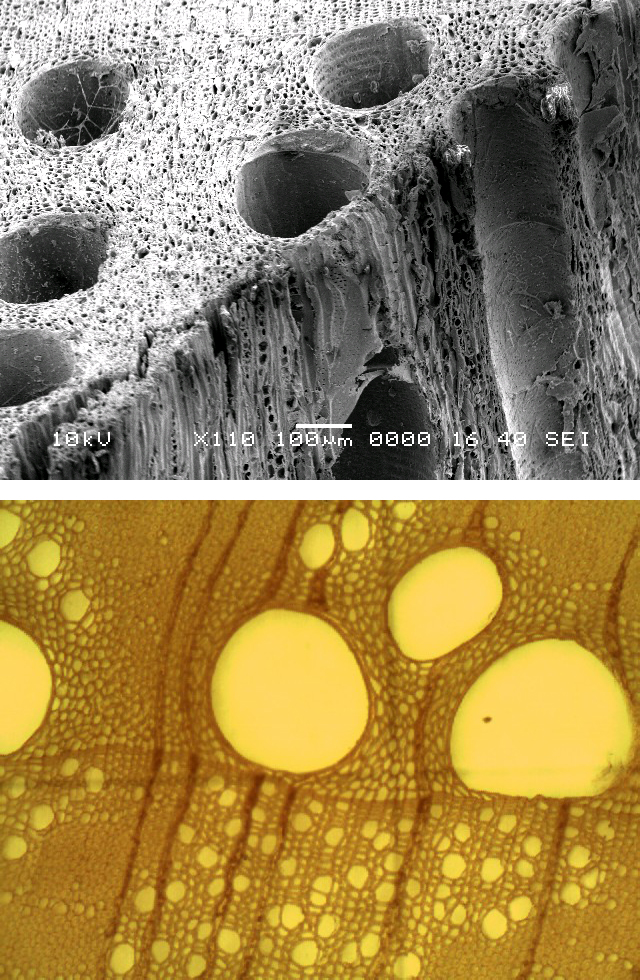
Imagem de microscópio eletrónico de varrimento (em cima) e de microscopia de transmissão (em baixo) de elementos de vaso numa planta do género Quercus

Un elemento de vaso é um dos tipos de células encontrados no xilema, o tecido condutor de água das plantas. Os elementos de vaso são tipicamente encontrados nas angiospérmicas, mas estão ausentes na maioria das gimnospérmicas, como as coníferas.
Os elementos de vaso são os blocos constituintes dos vasos condutores, que constituem a parte maior do sistema de transporte de água nas plantas onde ocorrem. Os vasos formam um sistema eficiente de transporte de água e de minerais, desde a raiz até às folhas e outras partes da planta.
No xilema secundário, o elemento do vaso origina-se de uma célula fusiforme inicial no câmbio vascular. Quando atinge a maturidade, o protoplasto morre e desaparece, mas a parede celular lenhificada permanece. Pode ser vista como uma célula morta, mas que mantém uma função, sendo ainda protegida por células vivas que a rodeiam.
A parece celular é fortemente lenhificado. Em ambas as pontas da célula existem aberturas que fazem a conexão entre os elementos individuais. Estas aberturas são denominadas de placas de perfuração ou placas perfuradas. Estas perforações podem ter uma variedade de formas: a mais comum é a perforação simples (uma simples abertura) e a perforação escalariforme (várias aberturas alongadas sobrepostas formando como que um desenho de uma escada). Outros tipos incluem a placa de perforação foraminada (várias aberturas redondas) e a placa de perforação reticulada (padrão em rede, com muitas aberturas). As paredes laterais podem ter pontuações e também espessamentos espirais.
A presença de vasos no xilema é considerada como uma das inovações principais que levaram ao sucesso das plantas com flor. Era anteriormente pensado que os elementos de vaso foram uma inovação evolutiva das plantas com flor, mas a sua ausência em angiospérmicas basais e a presença em membros da ordem Gnetales sugerem que esta hipótese deve ser re-examinada; os elementos de vaso nas Gnetales podem não ser homólogas dos das angiospérmicas, ou que os elementos de vaso que se originaram num precursor das angiospérmicas pode ter sido posteriormente perdido em linhagens basais (exemplos: Amborellaceae, Tetracentraceae, Trochodendraceae e Winteraceae), descritas por Arthur Cronquist "primitivamente sem vasos". Cronquist considerava os vasos de Gnetum como convergentes com os das angiospérmicas.
Elementos semelhantes a vasos também foram encontrados no xilema de Equisetum, Selaginella, Pteridium aquilinum, Marsilea e Regnellidium e no grupo fóssil das Gigantopteridales. Nestes casos, é normalmente aceite que os vasos evoluíram de maneira independente. Não é de excluir que os vasos tenham aparecido mais que uma vez entre as angiospérmicas.